# Magdaléna Rybáriková
Magdaléna Rybáriková (* 4. Oktober 1988 in Piešťany, Tschechoslowakei) ist eine ehemalige slowakische Tennisspielerin.

## Karriere
Rybáriková, die im Alter von sieben Jahren mit dem Tennissport begann, spielte von 2005 bis 2020 für das slowakische Fed-Cup-Team. Nach ihren 26 Fed-Cup-Partien ging sie 15-mal als Siegerin vom Platz.
Im Einzel gewann sie vier WTA- und neun ITF-Turniere. Im Doppel kann sie jeweils einen WTA- und ITF-Titel vorweisen. 2010 stand sie an der Seite von Alexandra Dulgheru erstmals im Achtelfinale der US Open, 2014 erreichte sie mit Andrea Petković das Halbfinale von Wimbledon.
In der Saison 2009, die sie als 46. der WTA-Weltrangliste beendete, gewann Rybáriková in Birmingham ihren ersten Einzeltitel auf der WTA Tour. Den zweiten Titel sicherte sie sich im Februar 2011 in Memphis. Für lange Zeit ihre besten Ergebnisse bei einem Grand-Slam-Turnier erzielte sie bei den US Open, bei denen sie zweimal in die dritte Runde einziehen konnte. Sie unterlag dort 2008 Patty Schnyder und 2009 Venus Williams jeweils in zwei Sätzen.
Im Mai 2012 gewann Rybáriková an der Seite von Janette Husárová in Budapest ihr erstes WTA-Turnier im Doppel. Im August 2012 gewann Rybáriková in Washington ihren dritten WTA-Titel, als sie dort im Finale Anastassija Pawljutschenkowa besiegte. Auf den Tag genau ein Jahr später verteidigte sie ihn mit einem 6:4, 7:62-Endspielsieg über Andrea Petković. Siebenmal hintereinander, insgesamt achtmal, schied Rybáriková in Wimbledon bereits in der ersten Runde aus. 2015 erreichte sie dort die dritte Runde, 2017 das Semifinale.
Am 29. Oktober 2020 verkündete sie ihr Karriereende.

## Turniersiege

### Einzel
| Nr. | Datum              | Turnier      | Kategorie         | Belag             | Finalgegnerin                | Ergebnis     |
| --- | ------------------ | ------------ | ----------------- | ----------------- | ---------------------------- | ------------ |
| 1.  | 3. April 2005      | Kairo        | ITF $10.000       | Sand              | Sarah Raab                   | 6:1, 6:3     |
| 2.  | 12. September 2005 | Mestre       | ITF $25.000       | Sand              | Kyra Nagy                    | 6:2, 7:5     |
| 3.  | 23. März 2008      | Wsewoloschsk | ITF $25.000       | Hartplatz (Halle) | Anna Lapuschtschenkowa       | 6:4, 6:2     |
| 4.  | 6. April 2008      | Patras       | ITF $50.000       | Hartplatz         | Anne Keothavong              | 6:3, 7:5     |
| 5.  | 14. Juni 2009      | Birmingham   | WTA International | Rasen             | Li Na                        | 6:0, 7:62    |
| 6.  | 19. Februar 2011   | Memphis      | WTA International | Hartplatz (Halle) | Rebecca Marino               | 6:2, Aufgabe |
| 7.  | 15. Mai 2011       | Prag         | ITF $100.000      | Sand              | Petra Kvitová                | 6:3, 6:4     |
| 8.  | 4. August 2012     | Washington   | WTA International | Hartplatz         | Anastassija Pawljutschenkowa | 6:1, 6:1     |
| 9.  | 4. August 2013     | Washington   | WTA International | Hartplatz         | Andrea Petković              | 6:4, 7:62    |
| 10. | 7. Mai 2017        | Gifu         | ITF $80.000       | Hartplatz         | Zhu Lin                      | 6:2, 6:3     |
| 11. | 14. Mai 2017       | Fukuoka      | ITF $60.000       | Teppich           | Jang Su-jeong                | 6:2, 6:3     |
| 12. | 11. Juni 2017      | Surbiton     | ITF $100.000      | Rasen             | Heather Watson               | 6:4, 7:5     |
| 13. | 25. Juni 2017      | Ilkley       | ITF $100.000      | Rasen             | Alison Van Uytvanck          | 7:5, 7:63    |

### Doppel
| Nr. | Datum          | Turnier   | Kategorie         | Belag     | Partnerin        | Finalgegnerinnen                 | Ergebnis         |
| --- | -------------- | --------- | ----------------- | --------- | ---------------- | -------------------------------- | ---------------- |
| 1.  | 4. August 2008 | Monterrey | ITF $100.000      | Hartplatz | Jelena Pandžić   | Monique Adamczak Melanie South   | 4:6, 6:4, [10:8] |
| 2.  | 5. Mai 2012    | Budapest  | WTA International | Sand      | Janette Husárová | Eva Birnerová Michaëlla Krajicek | 6:2, 6:4         |

## Abschneiden bei Grand-Slam-Turnieren

### Einzel
| Turnier         | 2007 | 2008 | 2009 | 2010 | 2011 | 2012 | 2013 | 2014 | 2015 | 2016 | 2017 | 2018 | 2019 | Karriere |
| --------------- | ---- | ---- | ---- | ---- | ---- | ---- | ---- | ---- | ---- | ---- | ---- | ---- | ---- | -------- |
| Australian Open | —    | —    | 1    | 1    | 1    | 1    | 1    | 2    | 2    | 2    | —    | AF   | 1    | AF       |
| French Open     | —    | 2    | 2    | 2    | 1    | 1    | 2    | 2    | 2    | 1    | 2    | 3    | 1    | 3        |
| Wimbledon       | Q1   | 1    | 1    | 1    | 1    | 1    | 1    | 1    | 3    | 1    | HF   | 1    | 2    | HF       |
| US Open         | —    | 3    | 3    | 1    | 1    | 2    | 1    | 1    | 1    | —    | 3    | 1    | Q1   | 3        |

Zeichenerklärung: S = Turniersieg; F, HF, VF, AF = Einzug ins Finale / Halbfinale / Viertelfinale / Achtelfinale; 1, 2, 3 = Ausscheiden in der 1. / 2. / 3. Hauptrunde; Q1, Q2, Q3 = Ausscheiden in der 1. / 2. / 3. Runde der Qualifikation; n. a. = nicht ausgetragen

### Doppel
| Turnier         | 2008 | 2009 | 2010 | 2011 | 2012 | 2013 | 2014 | 2015 | 2016 | 2017 | 2018 | 2019 | Karriere |
| --------------- | ---- | ---- | ---- | ---- | ---- | ---- | ---- | ---- | ---- | ---- | ---- | ---- | -------- |
| Australian Open | —    | 1    | 1    | AF   | 1    | 1    | 2    | 1    | 2    | —    | —    | 1    | AF       |
| French Open     | —    | 1    | 1    | AF   | —    | 2    | AF   | 2    | 1    | —    | 2    | 2    | AF       |
| Wimbledon       | —    | 2    | 2    | —    | —    | 2    | HF   | 1    | 2    | —    | 2    | 1    | HF       |
| US Open         | 1    | 2    | AF   | 1    | 2    | 2    | 1    | 2    | —    | 2    | 2    | —    | AF       |